# Perityle gracilis
Perityle gracilis là một loài thực vật có hoa trong họ Cúc. Loài này được (M.E.Jones) Rydb. mô tả khoa học đầu tiên năm 1914.